# Circonscription de Abotedera
La circonscription d'Abotedera est une des 177 circonscriptions législatives de l'État fédéré Oromia, elle se situe dans la Zone Nord Shoa. Son représentant actuel est Lema Tesema Yemere.